# Aliment de base

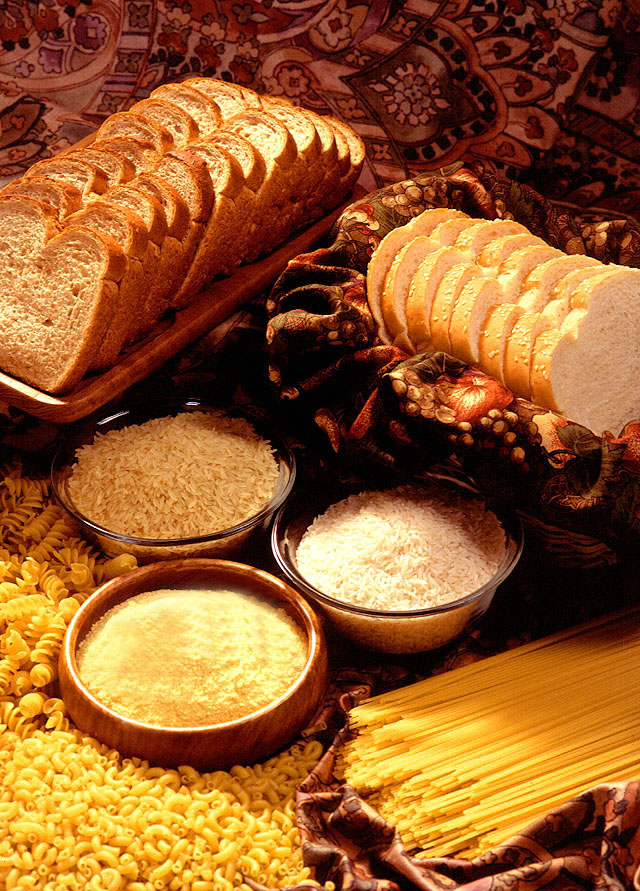
Le pain considéré comme un aliment de base dans les civilisations occidentales.

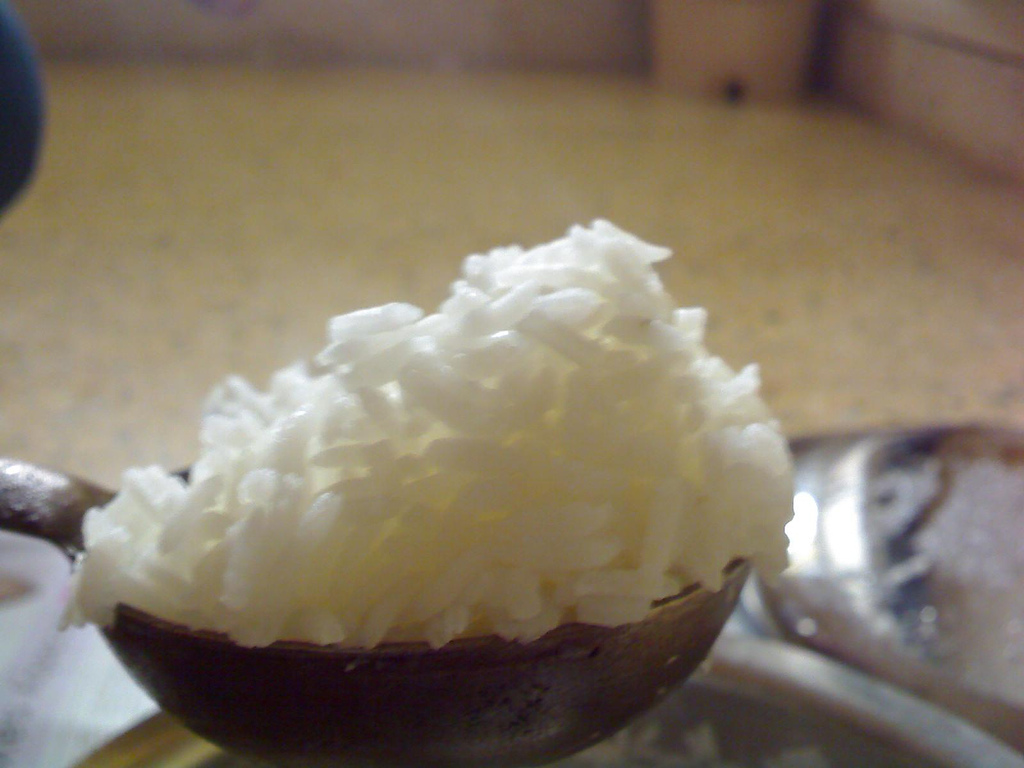
Le riz est l'aliment de base de la cuisine asiatique.

Un aliment de base est un aliment qui constitue la base d'un régime traditionnel. Les aliments de base varient d'une région à l'autre ; ils sont généralement issus d'une autonomie alimentaire ou désormais issus du  marché mondial de alimentation, approvisionné à prix bas ; ils sont généralement d'origine végétale, des féculents, qui sont riches en calories et qui peuvent se conserver facilement toute l'année. 
Bien qu'ils soient très nourrissants, les aliments de base ne suffisent généralement pas à fournir toute la gamme des éléments nutritifs, et le régime alimentaire doit donc être complémenté par d'autres aliments pour prévenir la malnutrition. 
La plupart des aliments de base dérivent soit de céréales, telles que le blé, le maïs ou le riz, ou de légumes-racines riches en amidon comme la pomme de terre, le taro, le manioc et la patate douce. On y trouve aussi des légumineuses (légumes secs), le sagou (dérivé de la moelle du tronc d'un palmier, le sagoutier), ainsi que des fruits comme le fruit à pain ou la banane plantain.
Le riz est le plus couramment[réf. nécessaire] consommé sous forme de grains cuisinés, mais les autres céréales sont en général moulues en farine ou semoule qui est utilisée pour faire du pain, des nouilles ou d'autres pâtes, ainsi que gruaux et bouillies comme la polenta ou le porridge. Les légumes racines écrasés peuvent être utilisés pour préparer des bouillies similaires aux porridges. Les légumineuses (en particulier les pois chiches) et les légumes racines à féculents, comme le canna, peuvent aussi se réduire en farine.
On a émis l'hypothèse que certains aliments de base sont des biens de Giffen en conditions d'extrême pauvreté. Une pénurie alimentaire quelque part dans le monde peut stimuler la demande d'aliments de base parce qu'ils sont bon marché et faciles à se procurer, et peuvent donc nourrir des milliers de personnes.